# Maglód vasútállomás
Maglód vasútállomás egy Pest vármegyei vasútállomás, Maglód településen, melyet a MÁV és Maglód önkormányzata üzemeltet.

## Vasútvonalak
A vasútállomást 1882-ben a Budapest–Újszász–Szolnok-vasútvonallal együtt nyitották meg. A kötöttpályás kapcsolat jelentős gazdasági fellendülést hozott a településnek.
A Keleti pályaudvartól vasúton 23 kilométerre található állomás jelenleg összesen öt vágánnyal rendelkezik, amiből négy van használatban. Az első vágányt nagyon ritkán használják, az ötödiket pedig már kizárták. A fennmaradó három vágány (2., 3. és 4.) mellett található utasperon, de ezek közül csak a 3. és 4. fölött van tető is, illetve ezek aluljárón is megközelíthetőek, így ezeket szokták utasforgalomra használni. Az állomást legutóbb 2012-ben újították fel és ekkor vett át bizonyos karbantartási és üzemeltetési feladatokat is a helyi önkormányzat a vasúttársaságtól, amiket azóta is ellát, éves díjért cserébe.
2015-ben az állomás mellett 63 férőhelyes P + R parkolót, valamint 40 férőhelyes kerékpártárolót alakítottak ki, illetve felújították a közeli buszmegállót is.

## Forgalom
| Járat               | Útvonal | Gyakoriság                  |
| ------------------- | --- | --------------------------- |
| S60                 | Budapest-Keleti – Kőbánya felső – Rákos – Rákoshegy – Rákoskert – Ecser – Maglód – Maglódi nyaraló – Gyömrő – Mende – Pusztaszentistván – Sülysáp (– Szőlősnyaraló – Tápiószecső – Szentmártonkáta – Nagykáta – Tápiószentmárton – Farmos – Tápiószele – Tápiógyörgye – Újszász – Zagyvarékas – Szolnok) | Kb. félóránként             |
| Vitorlás InterRégió | Szolnok – Újszász – Nagykáta – Szentmártonkáta – Tápiószecső – Szőlősnyaraló – Sülysáp – Pusztaszentistván – Mende – Gyömrő – Maglódi nyaraló – Maglód – Ecser – Rákoskert – Rákoshegy – Rákos – Kőbánya felső – Ferencváros – Budapest-Kelenföld – Velence – Székesfehérvár – Balatonaliga – Szabadisóstó – Szabadifürdő – Siófok – Balatonszéplak felső – Balatonszéplak alsó – Zamárdi felső – Zamárdi – Szántód – Balatonföldvár – Balatonszemes – Balatonlelle – Balatonboglár – Fonyódliget – Fonyód | Nyári hétvégéken napi 1 pár |